# Famille de la Vallée
 (janvier 2021).
Ne doit pas être confondu avec Famille de La Vallée Poussin.
La famille de la Vallée (olim de La Vallée), est une famille renommée d'architectes suédois d'origine française qui a été anoblie en Suède.
Cette vieille famille de bourgeois de Paris était établie depuis de nombreuses générations à Paris.

## Membres de cette famille
- Jean I de la Vallée, maître maçon à Paris, père du suivant ;
- Jean II de La Vallée, maître maçon à Paris, père du suivant ;
- Marin de la Vallée, architecte à Paris au XVIe siècle ;
- Simon de La Vallée, fils de Marin, né vers 1590 à Paris, mort le 28 novembre 1642, architecte franco-suédois ;
- Jean de La Vallée, fils de Simon, né en 1624 en France, mort le 9 mars 1696 à Stockholm en Suède, architecte français de naissance, mais qui vécut et œuvra en Suède ;
- Christoffer de la Vallée, fils de Jean, né en 1661 à Stockholm, mort en 1700 à Narva, architecte et ingénieur suédois.